# باول أفيس
باول أفيس (بالإنجليزية: Paul Avis)‏ هو عالم عقيدة بريطاني، ولد في 21 يوليو 1947.